# Baqueta (arma)

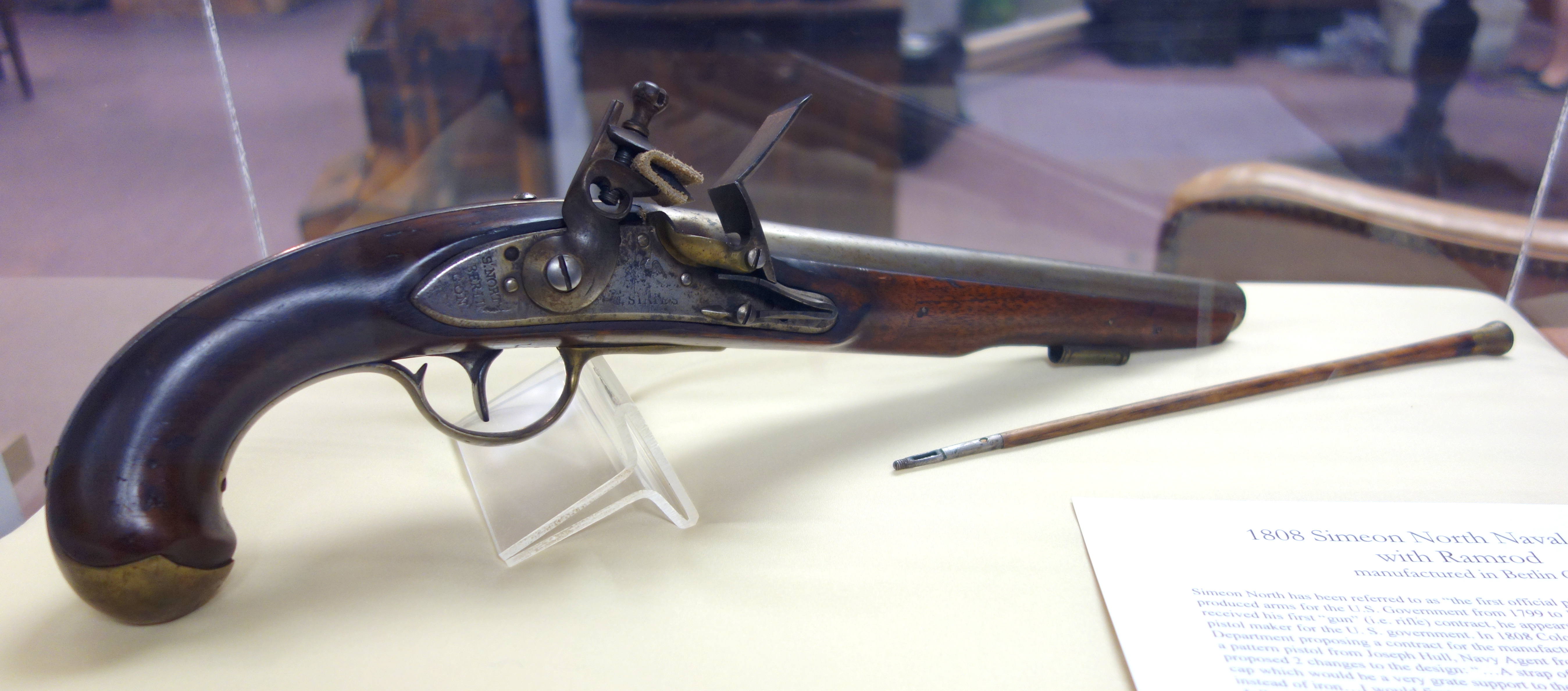
Pistola d'espurna i la seva baqueta

Baqueta designa tot primer la d'arma de foc, dita també atacador o burxa, una barra prima de ferro, amb una caboteta a un cap, que serveix per a atacar la càrrega dins el canó de les armes de foc que es carreguen per la boca. La paraula prové de l'italià bacchetta, diminutiu de bacchio, del llatí bacŭlum que significa bastonet.
Posteriorment també és la vareta d'acer annexa a l'arma de foc, principalment a les d'avantcàrrega, que porta en el seu extrem un botó o cilindre petit anomenat atacador, atès que amb aquest s'ataca o es compacta la càrrega. (De fet a les de retrocàrrega es fa servir una baqueta diferent, dita verga d'artilleria però solament per a netejar l'anima del canó.
Antigament el botafoc o mitifoc era un bastó amb una metxa a un cap, per a calar foc al canó.

## Descripció
A l'altre extrem, l'oposat al botó, tenia diversos passos de rosca en forma de cargol, on s'asseguraven els útils destinats a descarregar o netejar el canó. Antigament, la baqueta era de fusta i aquesta millora tan òbvia com fer-les de ferro no es va produir o almenys no es va propagar, fins a mitjans del segle xviii, cap al 1741, coincidint en les reformes tàctiques de Frederic II de Prússia, contribuint a fer-la més útil -amb un colpeix més efectiu per la inèrcia del seu major pes-, i permetent així fer més ràpida la cadència de foc. Des de l'aparició del fusell d'agulla, el 1836 i a Prússia, aquella millora va caure en desús.